# Lina Romay (színművész)
Lina Romay (eredeti nevén Rosa María Almirall Martínez) (Barcelona, 1954. június 25. – Málaga, 2012. február 15.) spanyol színésznő, aki arról közismert, hogy későbbi férje Jesús Franco filmjeiben szerepelt leggyakrabban. Franco és Romay mintegy 109 filmet forgatott együtt. Bizonyos stáblistákon mint társrendező vagy producer szerepel, ám ténylegesen nem végzett ilyen munkát. Franco érzelmi és üzleti okokból tüntette fel így a nevét.

## Pályafutása
Katalán származású volt. Középiskolai tanulmányait követően művészeti szakirányon tanult és 18 éves korában feleségül ment Ramon Ardid fotóshoz. Ardid dolgozott Francónak és a rendező rajta keresztül ismerte meg Rosát. Francót nemsokkal azt megelőzően rendkívül megviselte, hogy akkor alkalmazott színésznője (és egyúttal szerelme) Soledad Miranda egy balesetben meghalt. Rosa, aki immáron Lina Romay-ként kezdett szerepelni, pótolta ezt a veszteséget és rövidesen rendkívül mély, bensőséges érzelmi kapcsolatba került a nála 24 évvel idősebb Francóval.
Csakis Franco kedvéért szinte mindenféle filmjében vállalt szerepet, így Franco még a pornófilmezésre is rávette, sőt közösen játszottak el nem tettetett nemi érintkezést. További hasonló filmekben Lina más férfiakkal és nőkkel csinálta ugyanezt. Mind ő, mind Franco később vállalták az exhibicionizmusukat.
Lina 1978-ban elhagyta Ramont Franco kedvéért, míg Franco 1980-ban vált el addigi feleségétől, Nicole Guettard-tól.
Franco és Romay az évek során számtalan különféle műfajú filmet készített: horrort, thrillert, komédiát, erotikus filmeket, akciófilmeket, stb.
A Lina Romay művésznevet az amerikai jazzénekesnő Lina Romay után vette fel, de használta még Candy Coster and Lulu Laverne neveket is. Bár valójában nem volt társrendezője a Franco-produkcióknak, azonban ötletekkel és az előzetesek megszerkesztésével hozzájárult elkészítésükhöz.
Francóval hosszú évekig élettársi kapcsolatban, majd 2008-ban hivatalosan is összeházasodtak.
Lina Romay rák következtében halt meg 2012-ben. Egy évvel később Franco is elhunyt.